# Rådsparken

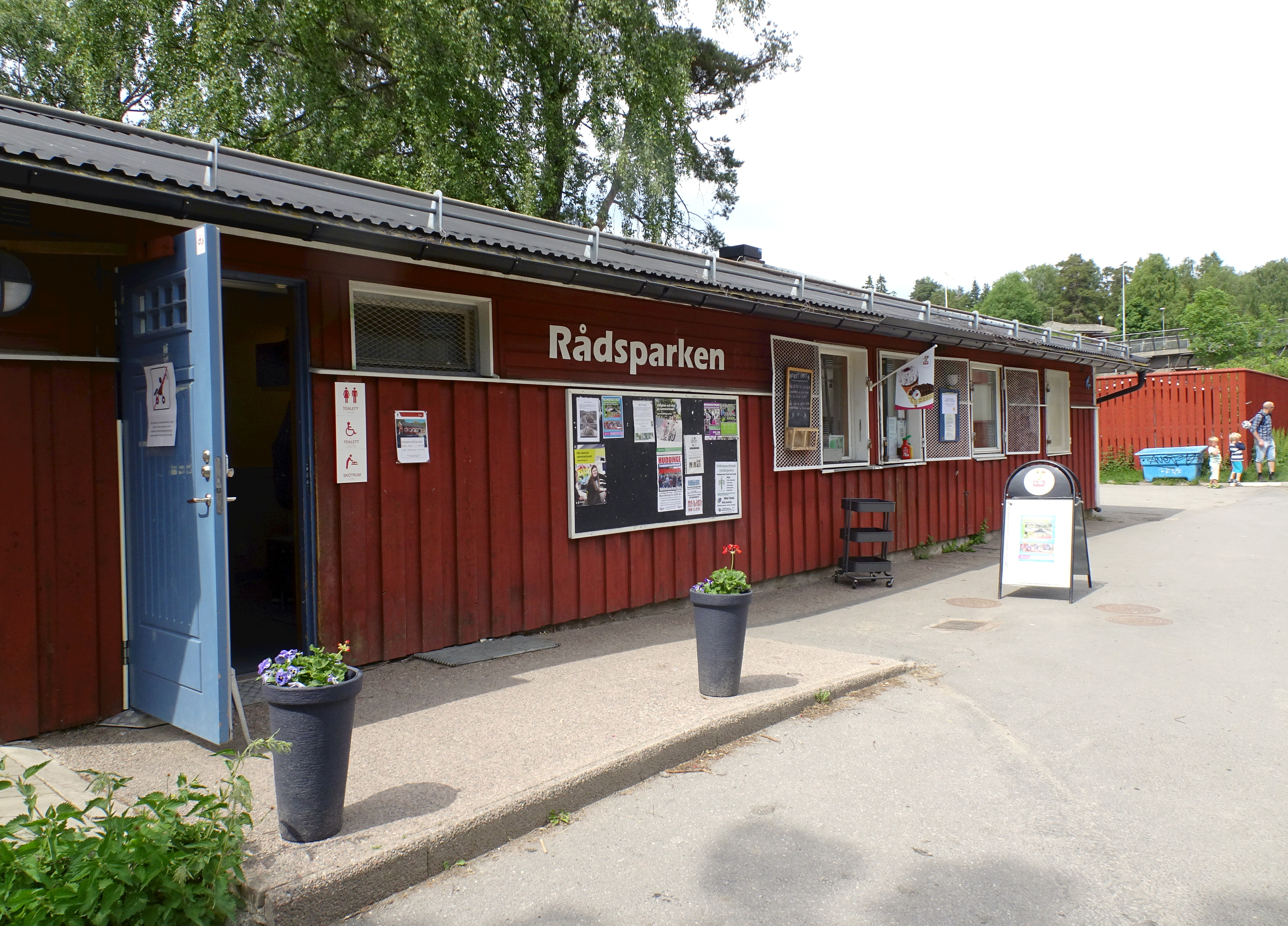
Rådsparkens kiosk, juni 2017.

Rådsparken är en allmän aktivitetspark i Huddinge kommun, Stockholms län. Parken ligger i anslutning nordost om Huddinge kyrka och kyrkans kyrkogård. Här finns bland annat djurpark och näridrottsplan.

## Beskrivning
I stadsplanen från 1955 avsattes ett större område nordost om Huddinge kyrka som parkmark. I planbeskrivningen står bland annat: ”Planens bärande idé är, att genom en starkt koncentrerad bebyggelse på Rådsbacken kunna bevara det stora öppna området i samhällets centrum och för framtiden reserveras som park…” Dagens park anlades på 1960-talet mellan kyrkogården i söder och punkthusbebyggelsen i kvarteret Rådsbacken i norr. I väster begränsas parken av spårområdet för Västra stambanan och i öster av Tomtbergaskolan. I samband med breddning av spårområdet 1987 minskade parkens yta något.

## Aktiviteter
Parken har en yta av 1,6 hektar. Utöver ett stort grönområde erbjuder parken parklek med café, kiosk och toaletter, samt en liten djurpark med bland annat åsnor, getter, får, kaniner, ankor och höns. Det finns en lekplats med gungor, studsmatta och klätternät. Lekparken är anpassad för barn med funktionsnedsättning. Idrottsplatsen i Rådsparken invigdes i maj 2010 och innehåller klätterblocks (så kallade "klätterbloqx"), skatepool och en konstgräsplan för innebandy, fotboll, basket och handboll.

## Bilder

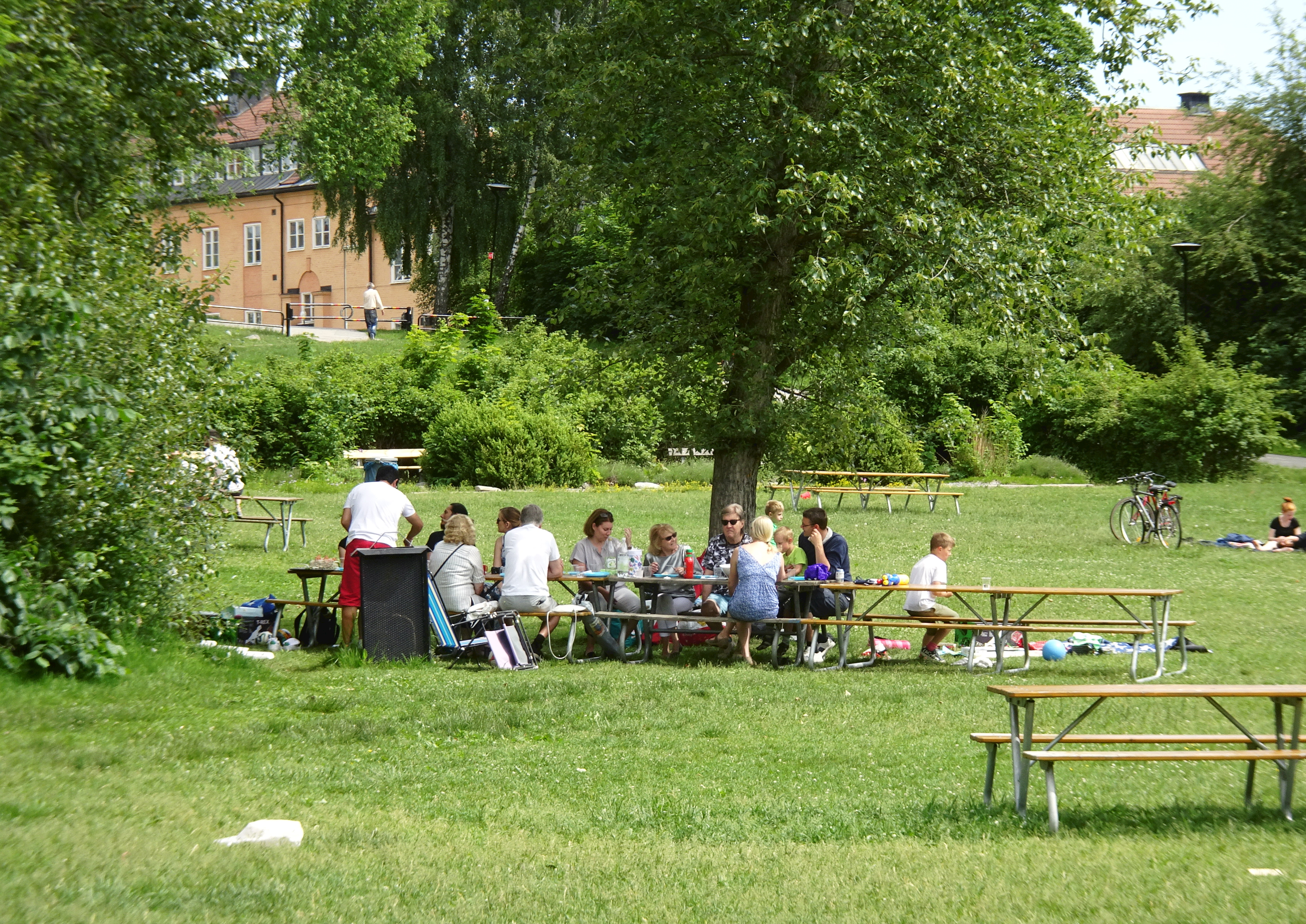
Familjefest i parken
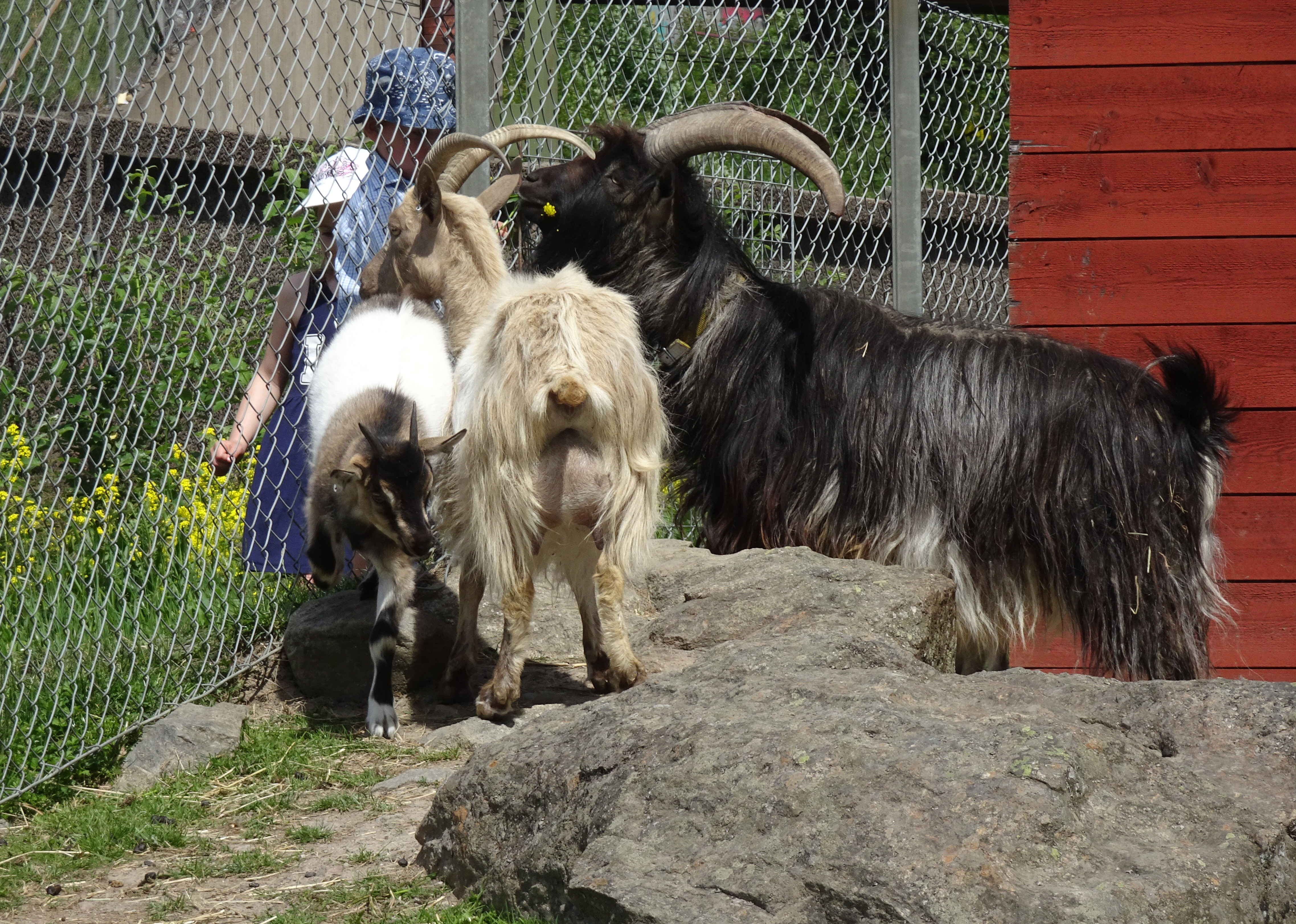
Djurparken
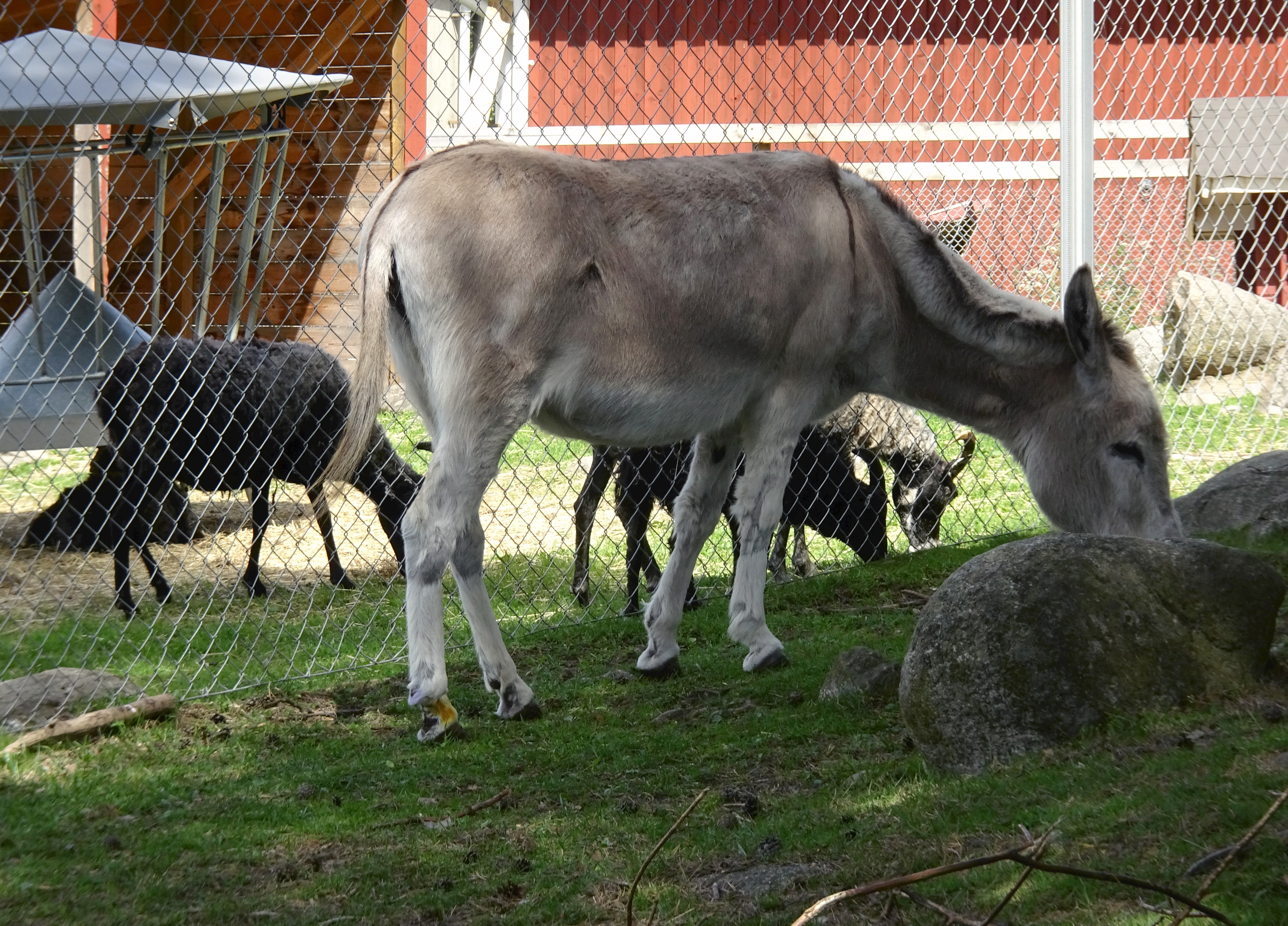
Djurparken
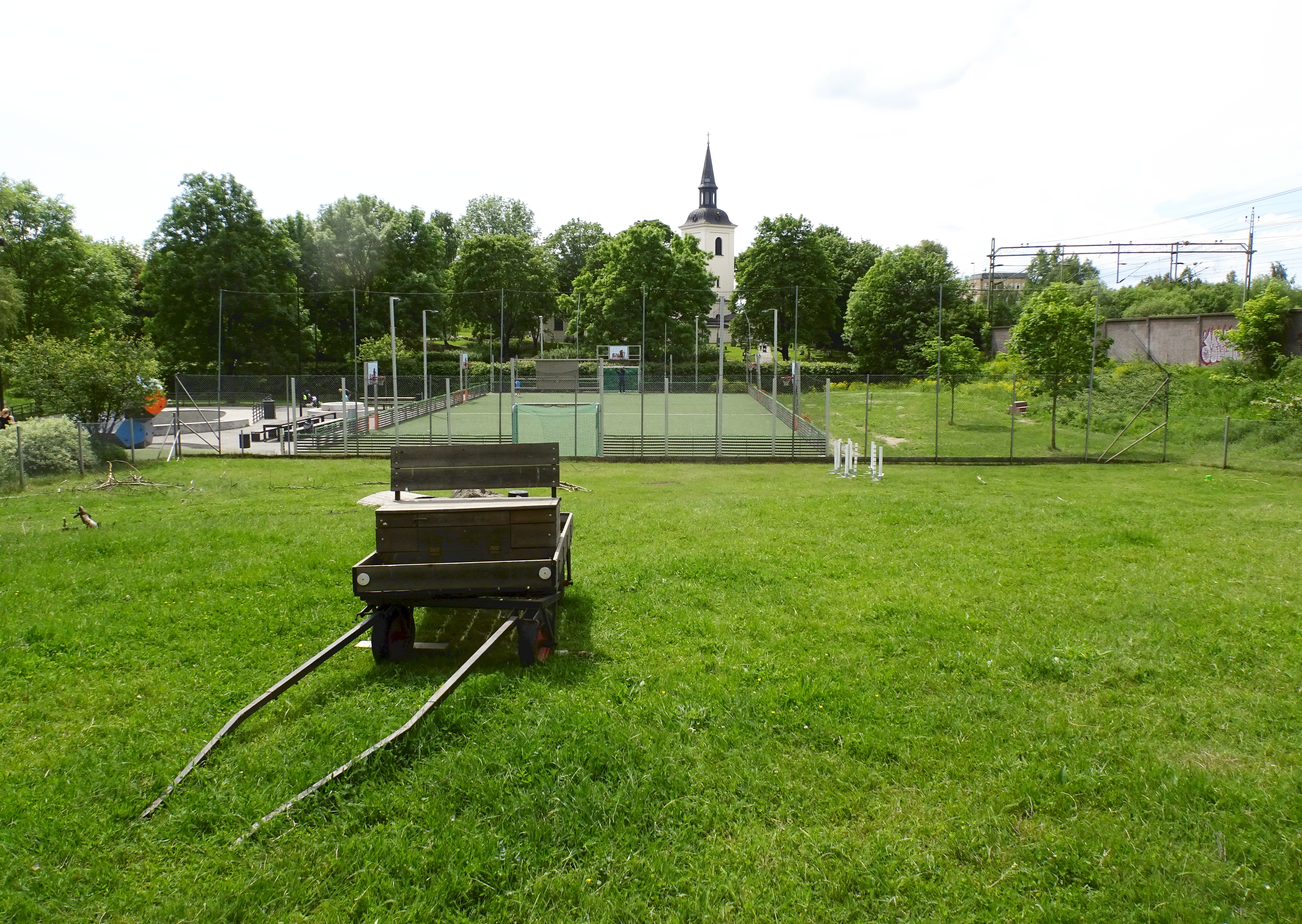
Idrottsplan (Huddinge kyrka i bakgrunden)
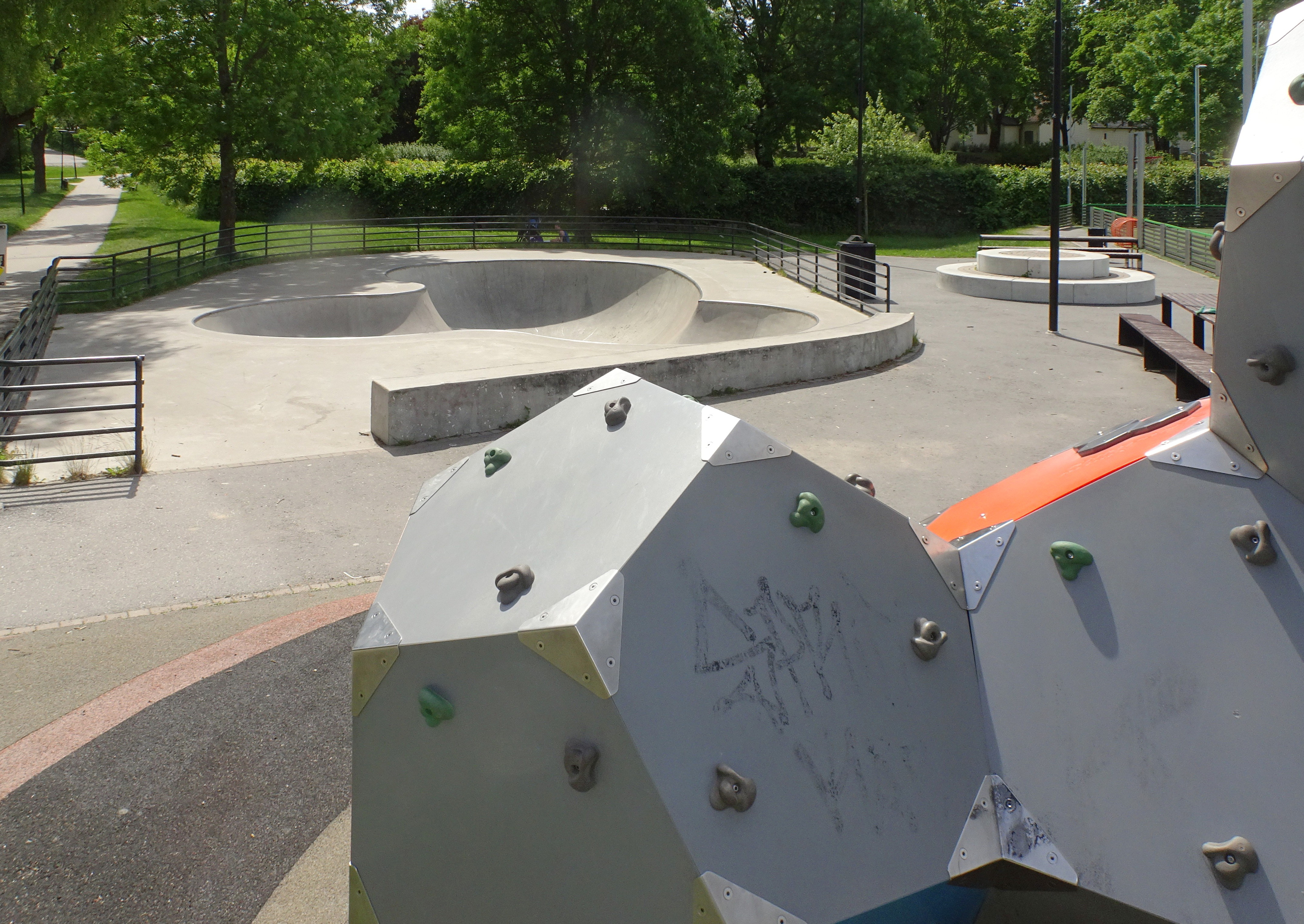
"Klätterbloqx" och skatepoolen